# Venera 10
A Venera 10 foi uma sonda espacial enviada a Vênus (português brasileiro) ou Vénus (português europeu) e fazia parte do Programa Venera, desenvolvido pelo programa espacial soviético e era essencialmente idêntica à Venera 9. Lançada no dia 14 de Junho de 1975, chegou a Vênus em dia 25 de Outubro de 1975, alguns dias após sua irmã Venera 9.
A sonda era composta por um orbitador e um aterrizador e pesava no total 5033 kg. Fez medições da atmosfera do planeta e obteve fotos de sua superfície.

## Orbitador
O objetivo do orbitador era atuar como um retransmissor de comunicação para o aterrizador e explorar as camadas de nuvens e vários parâmetros atmosféricos. Consistia de um cilindro com dois painéis solares e uma antena parabólica de alto ganho presa na superfície curva. Uma unidade em forma de sino presa na parte inferior do cilindro, abrigava o sistema de propulsão e na parte de cima havia uma esfera com diâmetro de 2,4 m que abrigava o aterrizador. Pesava 2300 kg e seus instrumentos estão descritos no artigo da Venera 9.

## Aterrizador

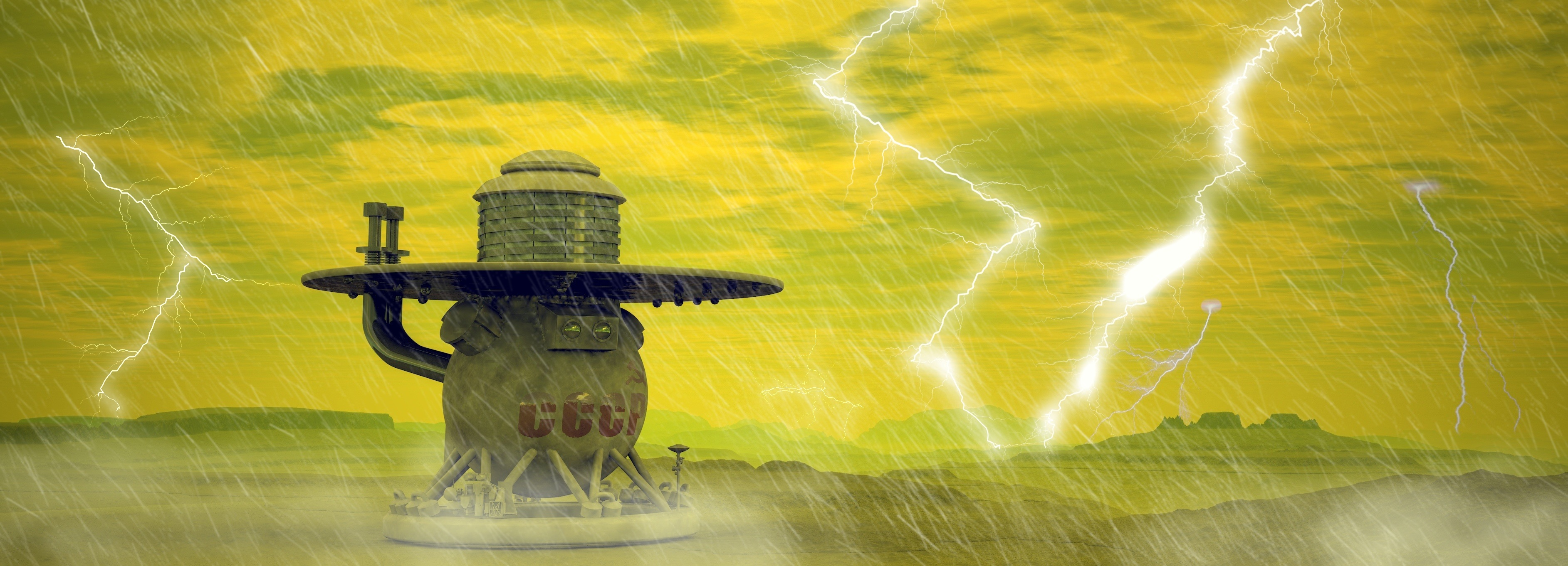
Concepção artística do aterrizador da Venera 10 na superfície de Vênus.

O aterrizador era composto de um corpo esférico apoiado, por suportes, numa plataforma toroidal de pouso, na parte superior da esfera havia um disco para o frenamento aerodinâmico e uma torre cilíndrica contendo uma antena helicoidal e o compartimento dos paraquedas. O aterrizador ficava dentro de uma esfera de 2,4 m de alumínio que funcionava como escudo térmico durante a entrada na atmosfera. O aterrizador media 2 m de altura e sua massa e do escudo térmico esférico era de 1560 kg sendo que somente o aterrizador pesava 660 kg.

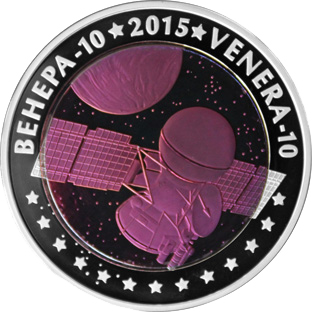
Moeda comemorativa da Venera 10. Orbitador e, dentro da esfera, o aterrizador.

O aterrizador separou-se do orbitador em 23 de outubro de 1975 e dois dias depois atingiu a atmosfera de Vênus, sobrevivendo a uma desaceleração de até 168 g e temperaturas de até 12000 °C .
Da mesma forma que a Venera 9, a sonda adotou o procedimento de fazer uma descida lenta pela camada de nuvens (usando três paraquedas principais) e uma passagem rápida pela camada mais densa e quente da atmosfera (ejetando os paraquedas e desacelerando usando somente o disco de frenamento aerodinâmico). Dessa forma os três paraquedas eram abertos na altura aproximada de 63 km e após uma descida de 20 minutos, na altura aproximada de 50 km, eram ejetados. A sonda chegou ao solo com uma velocidade aproximada de 7 m/s usando apenas o disco de frenamento aerodinâmico (isso só foi possível devido a alta densidade da atmosfera venusiana) e o impacto era absorvido pela plataforma toroidal que possuía uma parede fina e era  prensada contra o solo, absorvendo a energia e mantendo a sonda na vertical. A Venera 10 pousou em um local distante cerca de 2200 km da Venera 9.
Os instrumentos do aterrizador estão descritos no artigo da Venera 9:

## Alguns resultados
A Venera 10 transmitiu uma foto da superfície de Vênus, tirada de uma altura de 90 cm. O aterrizador deveria transmitir uma foto panorâmica de 360°, mas como uma das proteções da câmera falhou em ser ejetada (o mesmo problema ocorreu com a Venera 9), apenas um panorama de 180° foi recebido . A imagem revela uma superfície bastante lisa (diferente do local de pouso da Venera 9) com ligeiras elevações pedregosas.
Resultados preliminares indicaram:
- um perfil de altitude/pressão/temperatura:

| altitude (km) | pressão (atm) | temperatura (°C) |
| ------------- | ------------- | ---------------- |
| 42            | 3,3           | 158              |
| 15            | 37            | 363              |
| 0             | 92            | 465              |

- superfície do local de pouso apresentando rochas grandes e achatadas com lava ou outras rochas desgastadas entre elas;
- os constituintes das rochas do local de pouso indicavam serem semelhantes ao basalto;
- a velocidade dos ventos no local de pouso variavam de 0,8 a 1,3 m/s[3], ou ainda 3,5 m/s[4];

Após transmitir informações por 65 minutos, o aterrizador encerrou as transmissões. Isso ocorreu não em função das condições adversas na superfície (a temperatura interna da sonda era de 60°C e os instrumentos estavam em operação), mas em função da não retransmissão dos sinais pelo orbitador que já se encontrava fora da linha de visada.